# Campo de Villavidel (kommun)
Campo de Villavidel är en kommun i Spanien.   Den ligger i provinsen Provincia de León och regionen Kastilien och Leon, i den norra delen av landet, 270 km nordväst om huvudstaden Madrid. Antalet invånare är 210. Arean är 14,0 kvadratkilometer. Campo de Villavidel gränsar till Vega de Infanzones, Villanueva de las Manzanas, Corbillos de los Oteros, Cabreros del Río, Ardón och Chozas de Abajo. 
Terrängen i Campo de Villavidel är mycket platt.